# Var (departament)
Var (wymowaⓘ, vaʀ) – francuski departament położony w regionie Prowansja-Alpy-Lazurowe Wybrzeże. Utworzony został podczas rewolucji francuskiej 4 marca 1790. Departament oznaczony jest liczbą 83.
Według danych na rok 2010 liczba zamieszkującej departament ludności wynosi 1 008 183 os. (168 os./km²); powierzchnia departamentu to 5973 km². Ośrodkiem administracyjnym (prefekturą) i największym miastem departamentu jest Tulon.
Prezydentem departamentu jest Marc Giraud (od 2015 roku).
Liczba arrondissements: 3
Liczba kantonów: 43
Liczba gmin: 153 (lista)

## Miejscowości
Największe miejscowości departamentu (w nawiasach liczba ludności w 2021 roku):

- Tulon (Toulon, 180 452)
- La Seyne-sur-Mer (62 763)
- Fréjus (57 082)
- Hyères (55 103)
- Draguignan (39 745)
- Six-Fours-les-Plages (36 203)
- Saint-Raphaël (35 950)
- La Garde (25 912)
- La Valette-du-Var (23 955)
- La Crau (19 179)
- Brignoles (17 664)
- Saint-Maximin-la-Sainte-Baume (17 631)
- Sanary-sur-Mer (17 268)
- Roquebrune-sur-Argens (14 448)
- Sainte-Maxime (14 433)
- Ollioules (14 011)
- Vidauban (12 573)
- Cuers (12 550)
- Saint-Cyr-sur-Mer (12 103)
- Solliès-Pont (12 080)
- Cogolin (11 762)
- La Londe-les-Maures (11 442)
- Le Luc (11 053)
- Le Pradet (10 728)
- Le Beausset (10 007)